# Municipio de Washington (condado de Highland)
El municipio de Washington (en inglés: Washington Township) es un municipio ubicado en el condado de Highland en el estado estadounidense de Ohio. En el año 2010 tenía una población de 1123 habitantes y una densidad poblacional de 17,74 personas por km².

## Geografía
El municipio de Washington se encuentra ubicado en las coordenadas 39°7′22″N 83°34′20″O / 39.12278, -83.57222. Según la Oficina del Censo de los Estados Unidos, el municipio tiene una superficie total de 63.31 km², de la cual 63,28 km² corresponden a tierra firme y (0,05 %) 0,03 km² es agua.

## Demografía
Según el censo de 2010, había 1123 personas residiendo en el municipio de Washington. La densidad de población era de 17,74 hab./km². De los 1123 habitantes, el municipio de Washington estaba compuesto por el 98,22 % blancos, el 0,27 % eran afroamericanos, el 0,27 % eran amerindios, el 0,36 % eran asiáticos, el 0,09 % eran de otras razas y el 0,8 % eran de una mezcla de razas. Del total de la población el 0,09 % eran hispanos o latinos de cualquier raza.